# Acetato de uranilo
Acetato de uranilo, ou acetato de uranila, às vezes citado como oxiacetato de urânio, di(acetato) dioxiurânio, é o composto químico de fórmula UO2(CH3COO)2, normalmente comercializado na forma dihidratada UO2(CH3COO)2·2H2O.
Apresenta-se como um sólido amarelo cristalino pulvurulento de cristais com um leve odor acético.
Possui massa molar de 424,15 g/mol na forma dihidratada, possui ponto de fusão de 110 °C, decompõe-se antes de entrar em ebulição, densidade de 2,89 a 20 °C. Apresenta solubilidade de 9,2 g/100 mL em água a 17 °C.